# Cine Florida
En cinema obrí les portes l'1 de gener de 1935, anteriorment Sala Argentina.
El primer programa que es va projectar va ser Un marido en apuros, Una mujer para dos i Palacio flotante. Durant una temporada va programar conjuntament amb l'Arnau i de vegades amb el Broadway.
El local va ser víctima d'una de les bombes que es van llençar a Barcelona durant la Guerra Civil el 1938. L'edifici es va ensorrar i va suposar la fi del cinema Florida.
Curiositats
Les actuals sales de projeccions de la Filmoteca de Catalunya ocupen en part l'espai on antigament es trobaven les sales del Cinema Florida i de la Sala Argentina. Això és degut al fet que les sales de la Filmoteca estan sota la plaça de Salvador Seguí.